# 얀 네포무츠키

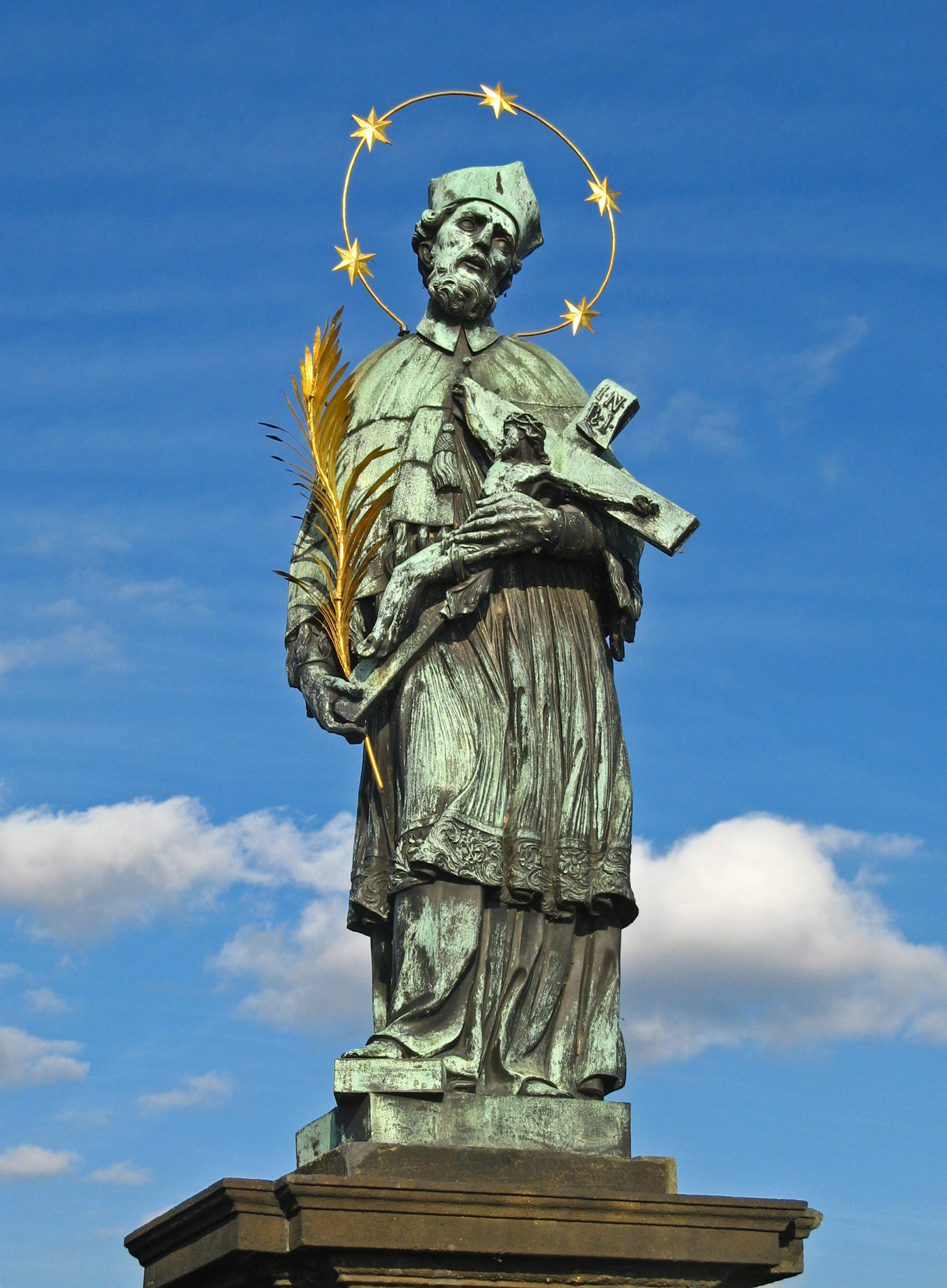
체코 프라하 카를교 위에 있는 성 요한 네포무크 동상

네포무크의 성 요한(라틴어: Sanctus Ioannes Nepomucenus, 1345년경 - 1393년 3월 20일) 또는 스바티얀 네포무츠키(체코어: Svatý Jan Nepomucký)는 체코의 국민적인 성인으로서 보헤미아 국왕이자 로마왕이었던 바츨라프 4세에 의해 블타바 강에 내던져져 익사를 당하였다. 전해지는 바에 의하면, 성 요한은 보헤미아 왕비의 고해신부였는데, 왕비에 대한 고해성사의 내용을 밝히라는 왕의 요구를 거부했다는 이유로 순교를 당했다고 한다.
그리하여 네포무크의 요한은 고해성사의 비밀을 준수하기 위하여 목숨까지 버린 최초의 순교자이자 다른 사람으로부터 비방을 받은 사람들의 수호성인이 되었으며, 또한 강물에 빠져 익사하였기 때문에 홍수 피해자들의 수호성인이기도 하다.

## 일대기
네포무크의 요한은 보헤미아 왕국의 작은 시장도시 포무크에서 태어났다. 이곳은 나중에 인근에 시토회 수도원이 들어서면서 네포무크라는 명칭으로 개명되었다. 요한은 1340년~1349년 사이에 태어난 것으로 추정되며, 프라하 카렐 대학교에서 공부하다가 나중에 교회법을 공부하기 위해 1383년부터 1387년까지 파도바 대학교에서 유학하였다. 그곳에서 사제 서품을 받은 요한은 보헤미아로 돌아와 1393년에 프라하 대교구장 요한 젠슈타인 대주교의 총대리로 임명되었다. 같은 해 3월 20일, 요한은 로마왕 벤첸슬라우스에 의해 체포되어 고문을 당한 후에 프라하의 카를교에서 거꾸로 떨어져 블타바 강에 내던져져 죽임을 당하였다.

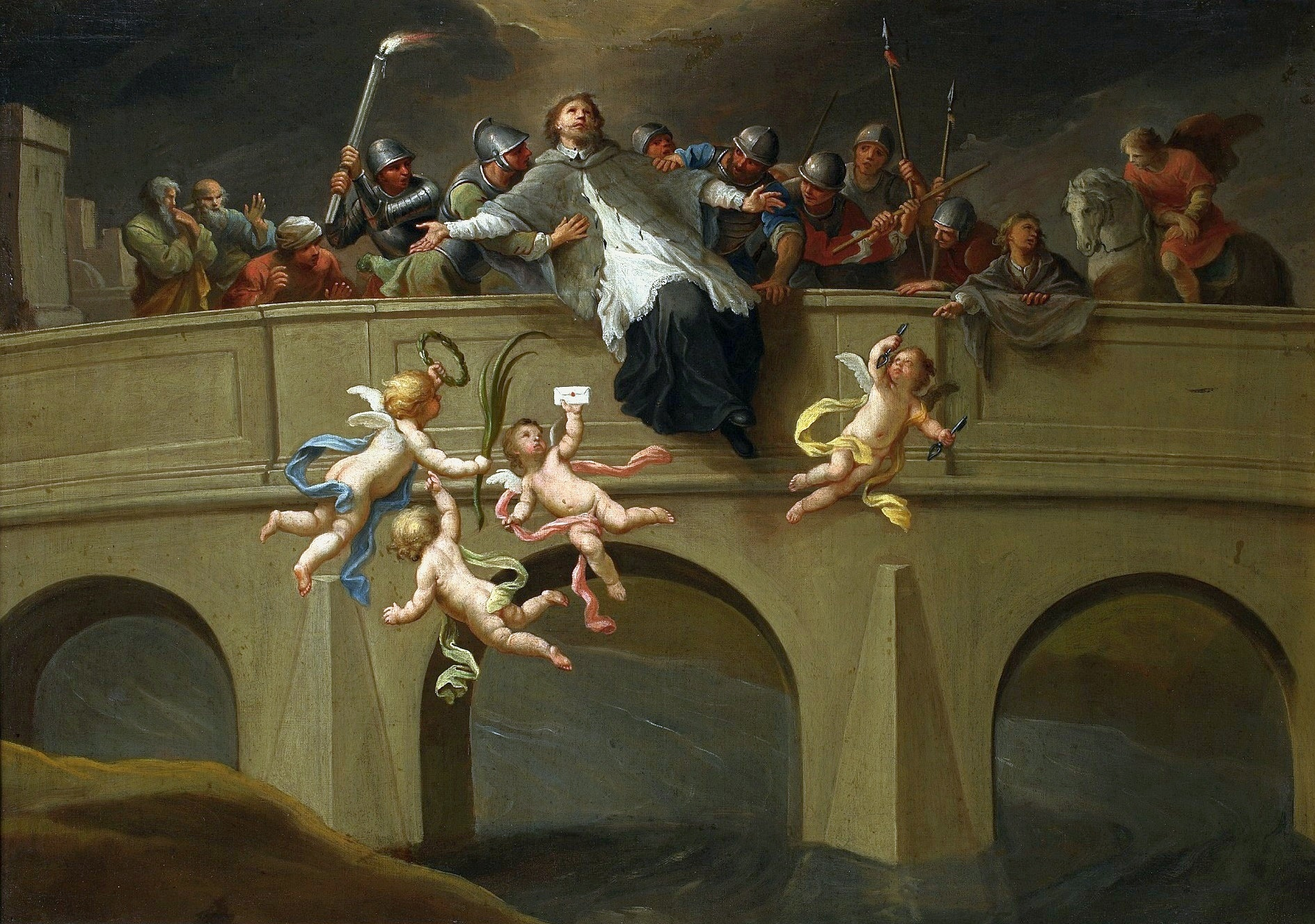
쉬몬 부드늬가 그린 스바티얀 네포무츠키의 순교. 1750년대 작품.

1459년에 토마스 에벤도르퍼가 작성한 《로마 순교록》(Chronica regum Romanorum)에 의하면, 벤체슬라우스 왕은 자기 왕비의 고해신부인 네포무크의 요한을 불러서 왕비가 그에게 무슨 고해를 했는지 말해보라고 명령했다고 한다. 요한은 왕의 요구에 “성스러운 고해의 비밀을 누설한다는 것은 하느님께서 엄히 금하시는 것입니다. 그러므로 모처럼 명하신 것을 순종치 못하는 것을 유감으로 생각하는 바입니다.”라고 말하면서, 단호하게 거절하였다. 이에 왕은 격노하여 즉시 병사들에게 명하여 요한을 붙잡아 갖가지 고문을 가하게 하였다. 그럼에도 요한이 끝끝내 고해 비밀을 누설하기를 거부하자, 결국 그의 두 손을 뒤로 결박시키고 몸을 구부려 놓고 발을 머리에 잡아매어 카를교 다리 위로 싣고 가서 거기서 강물에 던지게 함으로써 물속에 생매장을 했다고 한다.
1471년 파울 치덱이 남긴 기록에 의하면, 벤체슬라우스 왕은 자신의 왕비가 정부를 가졌을 거라고 의심하였다고 한다. 왕비가 네포무크의 요한에게 자주 고해성사를 받곤 하였기 때문에, 그는 요한에게 그 정부의 이름을 대라고 명령하였지만, 요한에게서 끝내 자백을 받아내지는 못했다고 한다.
한편, 요한과 벤체슬라우스는 보헤미아 내에서 한창 논란이 된 클라드루비의 베네딕도회 대수도원의 새 수도원장 임명을 둘러싸고 서로 입장을 달리하였다. 당시 베네딕도회 대수도원장은 지역의 유지로써 벤체슬라우스 왕의 입장에서는 귀족들과의 권력 싸움에서 우위를 차지하기 위해서는 굉장히 중요한 요소였다. 벤체슬라우스 왕은 대립교황이었던 아비뇽 교황을 지지하였으며, 이에 맞서 프라하 대교구장은 로마 교황을 지지하였다. 요한은 벤체슬라우스 왕의 바람과는 달리 새 수도원장 후보로 프라하 대교구장이 내세운 후보를 지지하였다. 결국 요한은 왕의 명령에 의해 1393년 3월 20일 죽임을 당하였다.

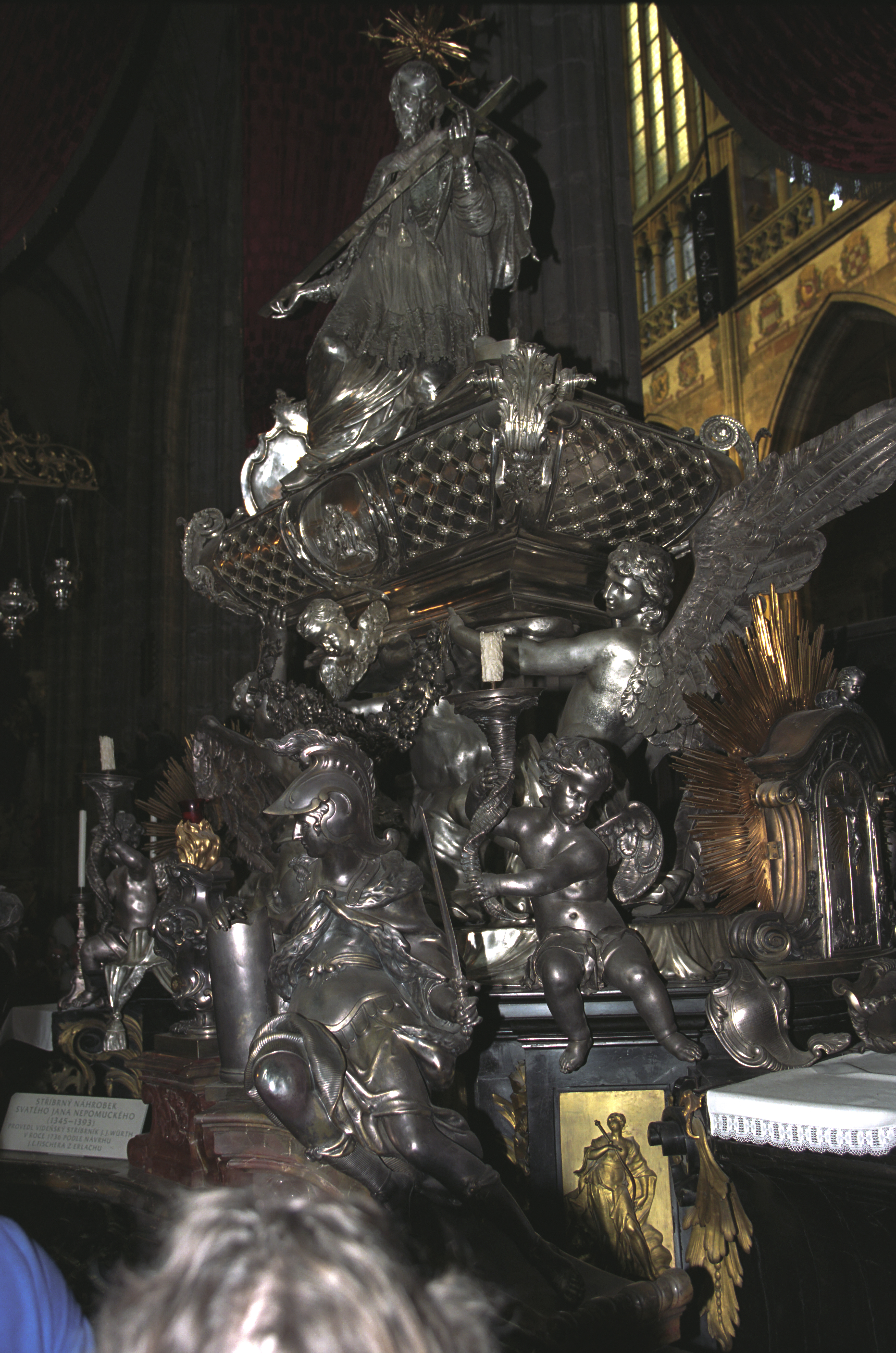
성 비투스 대성당에 있는 성 요한 네포무크의 무덤

네포무크의 요한의 순교에 대한 이야기는 당시 문헌들에서 찾아볼 수 있다. 그 가운데 하나가 1393년 4월 23일 프라하 대교구장 요한 젠슈타인이 교황 보니파시오 9세에게 벤체슬라우스 왕을 고발한 내용을 담은 문헌이다. 당시 대주교는 클라드루비의 새 수도원장과 함께 로마로 가서 교황에게 직접 고소장을 제출하였다.
요한 젠슈타인 대주교는 네포무크의 요한을 이미 ‘순교자 성인’이라고 추켜세웠다. 그의 의전사제가 쓴 요한 젠슈타인 대주교 전기에서는 네포무크의 요한을 라틴어로 ‘gloriosum Christi martyrem miraculisque coruscum’, 즉 ‘그리스도의 영광과 기적으로 빛나는 순교자’라는 수식어를 붙였다. 그리하여 가톨릭교회의 법과 권위를 수호했다는 이유로 네포무크의 요한은 사후에 곧바로 성인으로 추앙을 받아 사람들의 존경을 받았다.
네포무크의 요한은 1721년 5월 31일 시복되었으며, 1729년 3월 19일 교황 베네딕토 13세에 의해 시성되었다.
프라하 대교구의 주교좌 성당인 성 비투스 대성당에는 피셔 폰 에어라흐가 바로크 양식으로 만든 은도금된 성 요한 네포무크의 무덤이 안치되어 있다. 성 요한 네포무크의 모습을 새긴 조각상은 중유럽 및 동유럽 등지에서 종종 볼 수 있다. 특히 로마의 밀비오 다리를 비롯하여 유럽 여러 나라의 다리 위에 많이 세워져 있다.
네포무크의 요한의 초상은 보통 사제복 위에 소백의와 영대를 착용하고, 오른손에는 십자고상을 들고 왼손으로는 입을 막고 있는 모습으로 묘사된다. 그 이유는 그가 고해의 비밀을 누설하라는 강요를 당하고도 단호히 거절했기 때문이다. 그리고 그의 머리에 있는 후광은 다섯 개의 별로 장식되어 있는데, 이는 그가 블타바 강에 빠지고 난 다음날 강 위에 다섯 개의 별과 같은 광채가 떠올랐다는 이야기가 전해져오기 때문이다. 사람들은 그 광채가 난 곳으로 가서 성 요한 네포무크의 시신을 발견하여 수습하고 대성당에 안장하였다.